# Thế Llandovery
| Hệ/ Kỷ                                | Thống/ Thế | Bậc/ Kỳ                          | Tuổi (Ma) | Tuổi (Ma) |
| ------------------------------------- | ---------- | -------------------------------- | --------- | --------- |
| Devon                                 | Sớm        | Lochkov                          | trẻ hơn   | trẻ hơn   |
| Silur                                 | Pridoli    | không xác định tầng động vật nào | 419.2     | 423.0     |
| Silur                                 | Ludlow     | Ludford                          | 423.0     | 425.6     |
| Silur                                 | Ludlow     | Gorsty                           | 425.6     | 427.4     |
| Silur                                 | Wenlock    | Homer                            | 427.4     | 430.5     |
| Silur                                 | Wenlock    | Sheinwood                        | 430.5     | 433.4     |
| Silur                                 | Llandovery | Telych                           | 433.4     | 438.5     |
| Silur                                 | Llandovery | Aeron                            | 438.5     | 440.8     |
| Silur                                 | Llandovery | Rhuddan                          | 440.8     | 443.8     |
| Ordovic                               | Muộn       | Hirnant                          | già hơn   | già hơn   |
| Phân chia kỷ Silur theo ICS năm 2017. |            |                                  |           |           |

Trong niên đại địa chất, thế Llandovery (từ 443.8 ± 1,5 Ma (triệu năm trước) tới 433.4 ± 2,3 Ma) diễn ra trong kỷ Silur. Thế này diễn ra sau sự kiện tuyệt chủng kỷ Ordovic-kỷ Silur; sự kiện tuyệt chủng hàng loạt lớn thứ hai sau sự kiện tuyệt chủng kỷ Permi-kỷ Trias gần 200 triệu năm sau đó.
Thế này được đặt tên theo Llandovery ở Wales.

## Phân chia
Thế Llandovery được phân chia thành 3 tầng là: Rhuddan, Aeron và Telych.